# Star Trek: Armada II
Star Trek: Armada II — космическая стратегия в реальном времени разработанная компанией Mad Doc Software и выпущенная в продажу Activision 26 июня 2001. Действие игры происходит во вселенной «Звёздного пути». Игра является продолжением «Star Trek: Armada». В игре присутствуют все основные расы и корабли из первой части, но также добавляются и новые корабли для каждой расы и две совершенно новые расы.

## Сюжет
Действие разворачивается через шесть месяцев после событий первой части. Борги опять пытаются захватить Альфа квадрант. Они создали новый тип кораблей способный ассимилировать целую планету всего за несколько секунд. Предотвратив попытку боргов установить форпост, капитан Жан-Люк Пикар обнаруживает новый тип туманности — тахионный. В этой туманности, Пикар обнаруживает огромный трансварповый портал, способный мгновенно перебрасывать целые флоты из одного квадранта в другой, объясняя как борги смогли добраться в глубину Альфа-квадранта без обнаружения. Командование Звёздного флота приказывает Пикару захватить портал и направиться вместе с внушительным флотом прямо в сердце территорий боргов в Дельта квадранте. Хотя операция оказывается удачной, некоторые корабли, включая «Энтерпрайз-E» застревают в Дельта-квадранте из-за дестабилизации портала.
Тем временем, кардассианцы, воспользовавшись отсутствием большой части основного флота Федерации, начинают своё вторжение. Клингонский канцлер Марток узнаёт что гал Кентар, лидер кардассианской «революции», состоит в тайном сговоре с ромуланцами. Кентар разрабатывает «квантовую сингулярность», которая позволит кардассианцами вызвать на помощь вид 8472. Марток ведёт свои войска, пытаясь остановить Кентара и уничтожить проект. Клингонам удаётся остановить вторжение кардассианцев и нанести серьёзный урон их родному миру. В финальной битве, Марток находит и убивает гала Кентара, уничтожая по-пути проект Квантовой сингулярности.
Королева боргов, застрявшая в Альфа-квадранте после дестабилизации трансварпового портала, узнаёт что вид 8472 каким-то образом нашёл способ попасть в Альфа-квадрант. Хотя она пытается собрать армаду, достаточную для ассимиляции планет, кораблей и технологий чтобы остановить вид 8472, её усилиям противодействует Звездный флот Федерации. Она понимает, что единственный способ победить вид 8472 — вступить в союз с Федерацией. Федерация и борги создают временный союз и направляются в жидкое пространство, в котором проживает вид 8472, и уничтожают генератор разломов, который создаёт дыры-проходы в Альфа квадрант.
Федерация и борги возвращаются в свои территории, а клингоны берут управление над кардассианцами.

## Обзор
Большая часть геймплея осталась неизменной с первой части. Некоторые детали были всё же улучшены. Например, экипаж теперь можно набирать не только на космических станциях но и на планетарных колониях.
Также были добавлены два ресурса: латиний и металл. Металл добывается на планетах и балансирует дилитиевые цены из первой игры. Латиний является валютой, за которую игрок может приобретать и продавать металл и дилитий на торговый станциях. Он также необходим для изучения новых технологий. Особенно сильно от латиния зависят клингоны, ромуланцы и кардассианцы, тогда как Федерации он почти не нужен. Боргам он не нужет вообще, так как они ни с кем не торгуют. Вместо торговых станций, борги могут строить перерабатывающие станции, которые превращают металл в дилитий и наоборот. Вид 8472 превращает все три ресурса в ех единственный ресурс — биоорганическю материю. Они также не торгуют с другими расами.
В кампании игрок может играть только за Федерацию, клингонов и боргов. Кардассианцы, ромуланцы и вид 8472 доступны для игроков в мультиплеере и режиме Instant Action.
Стиль игры за большинство рас почти одинаковый. Вид 8472 составляет исключение из-за использование биоорганических технологий. Например, каждый их корабль управляется одним живым существом, то есть требует одного офицера (одну единицу ресурса поддержки). У кораблей вида 8472 нет транспортеров, так что они не могут захватывать чужие корабли, но и их корабли не могут быть захвачены. Кроме того, строительство станций и кораблей вида 8472 многим отличается от других рас — вида 8472 их выращивает. Станции «вырастают» из пассивных эмбрионов, тогда как корабли — из активных. Также, основная станция вида 8472 под названием Матка способна к самостоятельному движению (правда довольно медленному, но достаточному для стратегической смены позиции).
Почти все корабли теперь имеют два режима полёта: досветовой (стандартный) и варп. В варп-режиме, корабль движется быстрее скорости света, но всё равно не может преодолевать определённые преграды. Также, в этом режиме, у кораблей не функционируют энергощиты, орудия и спец-устройства.

## Критика
| Сводный рейтинг    | Сводный рейтинг |
| Агрегатор          | Оценка          |
| ------------------ | --------------- |
| GameRankings       | 70,95 %         |
| Metacritic         | 65/100          |
| Иноязычные издания |                 |
| Издание            | Оценка          |
| AllGame            | [ 3 ]           |
| CGM                | [ 4 ]           |
| CGW                | [ 5 ]           |
| GameSpot           | 7,1/10          |
| GameSpy            | 80 %            |
| GameZone           | 8/10            |
| IGN                | 7,4/10          |
| PC Gamer (UK)      | 60 %            |
| PC Gamer (US)      | 69 %            |
| PC Zone            | 52 %            |